# 莖環

一個形成於RNA的莖環。

莖環（英語：Stem-loop，或譯主幹-迴圈）指一種分子內鹼基配對方式，與因此形成的結構，可發生於單股DNA，但在RNA分子中較為常見。當形成的迴圈較小時，也稱為髮夾（hairpin）或髮夾環。
此種結構會在某些條件下產生，通常是因為同一分子內的兩個區域的核苷酸排列具有迴文現象，這會使兩段序列因為鹼基的配對而形成一個狀似棒棒糖的雙螺旋結構，使RNA產生核酸二级结构。

## 圖解
一個如此的迴文序列：
```
---CCTGCXXXXXXXGCAGG---
```

可產生如此的莖環結構：
```
---C G---
   C G
   T A
   G C
   C G
   X X
  X   X
   X X
    X
```

除上圖之外，類似下圖（兩個分離的迴文序列）的序列也能形成莖環：
```
---GCCGCGGGCCG'AAAAAACCCCCC'CGGCCCGCGGC---
```

## 外部連結
- Prediction of stem-loop forming potential in nucleotide sequences